# Hegemó (poeta epigramàtic)
Hegemó （en grec antic Ἡγήμων) fou un poeta epigramàtic grec del qual un epigrama es conserva a l'Antologia grega, però del que no se sap res de la seva vida o època (Anth. Graec. vol. xiii. pp. 649, 900.)